# Погулянка (Львів)
Погуля́нка — місцевість Личаківського району Львова, в яку входить лісопарк «Погулянка» і район між ним, Личаківським кладовищем і вулицями Студентською та Зеленою. 
Назва «Погулянка» походить від слова «гуляти».

## Історія
У XVII столітті нинішня Погулянка була частиною так званої Аттельмаєрівської Пасіки. Першими свій маєток тут збудувала родина Деймів. 1810 року частину ланів придбав відомий львівський адвокат Францішек Венґлінський. Він теж збудував тут маєток. Саме завдяки Венґлінському ця місцина стає прогулянковим парком, а прилеглу до маєтку територію було названо на його честь — «Лісок Венґлінського». 
У 1821 році Погулянку придбав ресторатор Йоган Дістль і висадив тут парк.
У середині XIX століття ці землі перейшли у власність Яна Кляйна. Новий господар упорядкував ділянку та на місці осушеного ставу збудував броварню. Тривалий час пиво Кляйна вважалося найкращим у Львові. Ресторан на Погулянці славився смаженими курчатами та варениками зі сметаною, а в літньому павільйоні цукерні Майсона любителі відпочинку на природі пригощалися вишуканим морозивом різних ґатунків. В ті часи місцевість стали називати «Львівською Швейцарією».
На початку XX століття Погулянка дещо втратила свою колишню привабливість через появу промислових об'єктів і початком спекулятивної забудови околиць. Після приходу радянської влади, у 1940 році розпочато роботи по створенню міського парку культури та відпочинку «Погулянка». Тоді розпочалися роботи з впорядкування території паркового масиву, але усі плани з подальших робіт у парку перервав початок війни. На час німецької окупації роботи у парку призупинилися, а із закінченням війни поновилися. 1962 року розроблено проєкт лісопарку «Погулянка». 1989 року лісопарком «Погулянка» проклали асфальтовану доріжку, а три ставочки, через які тече потік Пасіка, обклали камінням та бетоном, а також було розроблено проєкт освітлення паркової алеї. 
У паркових насадженнях переважають: бук, граб звичайний, сосна, анемона дібровна, зустрічається: метасеквоя китайська, береза, клен, ясен, дуб, вільха чорна, туя, верба, ялина тощо.
В межах лісопарку на початку XXI століття залишилися два хутори: один з них має адресу — вул. Пасічна, 86-а і 88-а, а інший — вул. Вахнянина, 39, розташований у глибині парку поблизу колишнього костелу вірменських черниць-бенедиктинок, збудованого у 1897 році. Нині храм належить парафії Матері Божої Неустанної Помочі УГКЦ. Його відвідує кільканадцять людей, переважно це мешканці прилеглого хутора. 
У 1984 році збудований величезний Палац піонерів, що у 1991 році перейменований на Центр творчості дітей та юнацтва Галичини.
1988 року до входу в лісопарк була прокладена трамвайна колія, якою курсував трамвайний маршрут № 7 (з 2019 року — № 1). 
Сьогодні Погулянка — це, крім лісопарку, елітний район малоповерхової забудови, а також поступово тут з'являються сучасні житлові комплекси.

## Важливі споруди
- Міський психоневрологічний диспансер;
- Центр творчості дітей та юнацтва Галичини;
- Стадіон «Гарт» («Трудові резерви»).

## Галерея

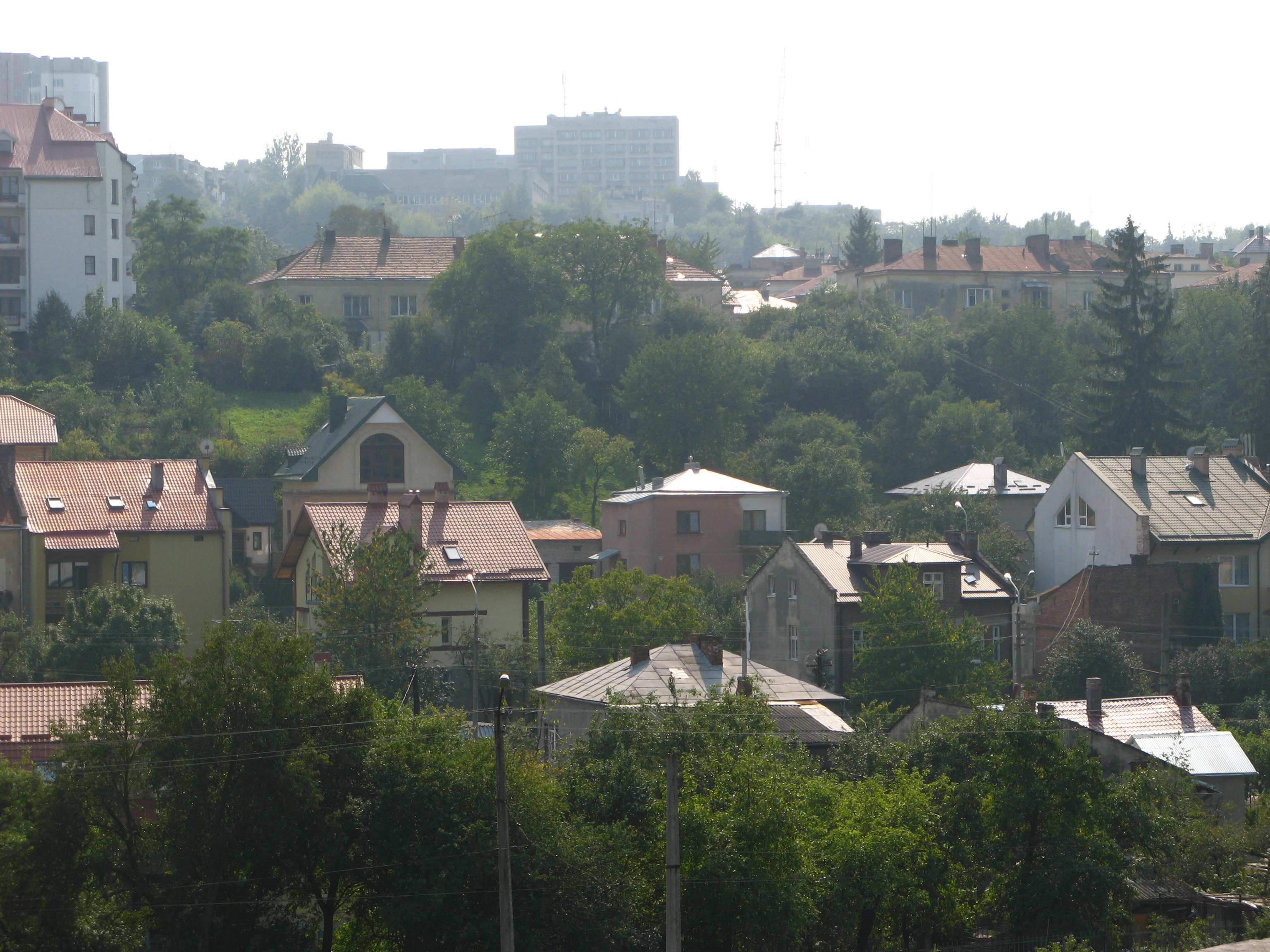
Західна частина Погулянки
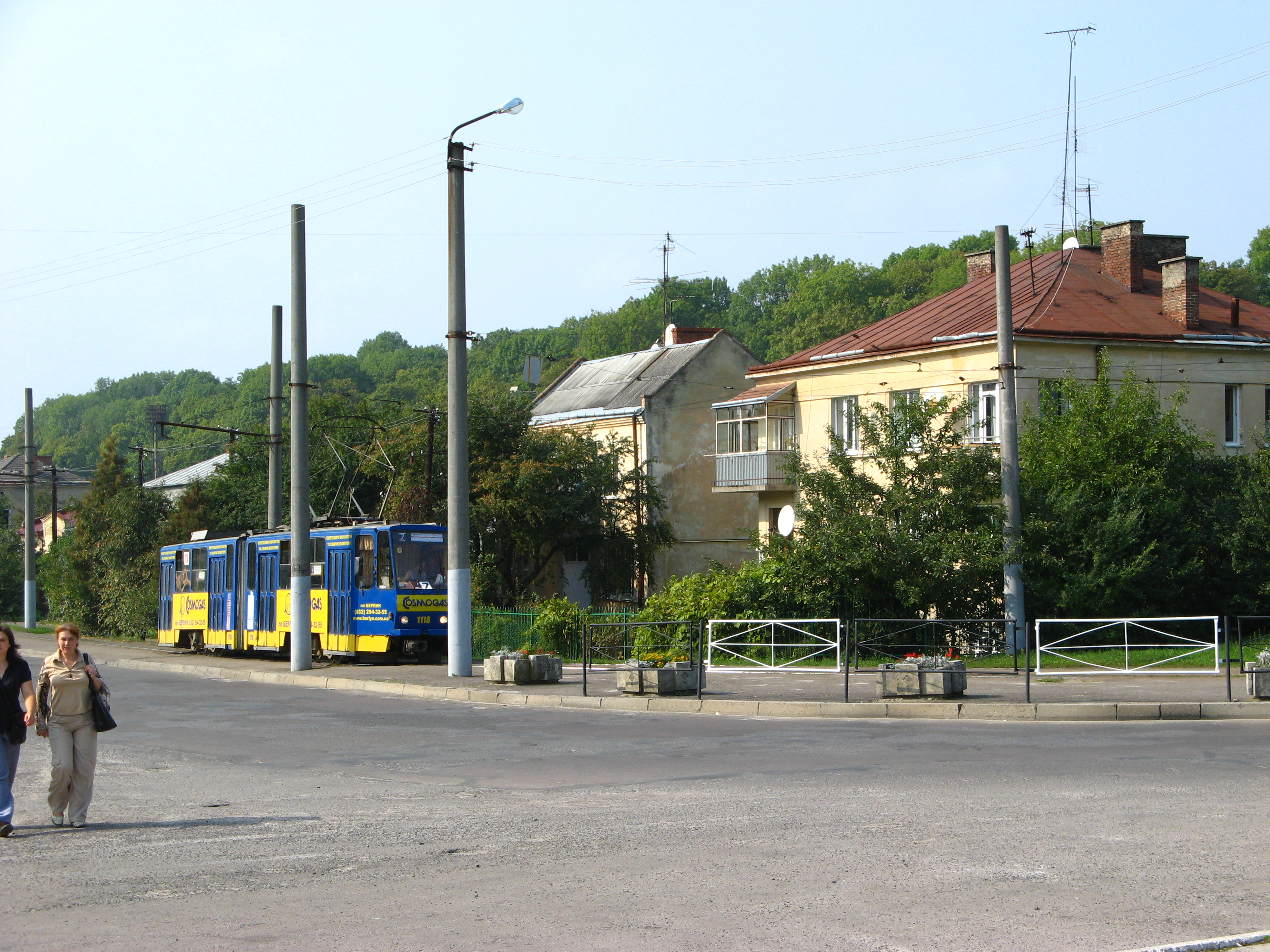
Трамвай № 7 біля кінцевої зупинки на Погулянці (2012 р.)
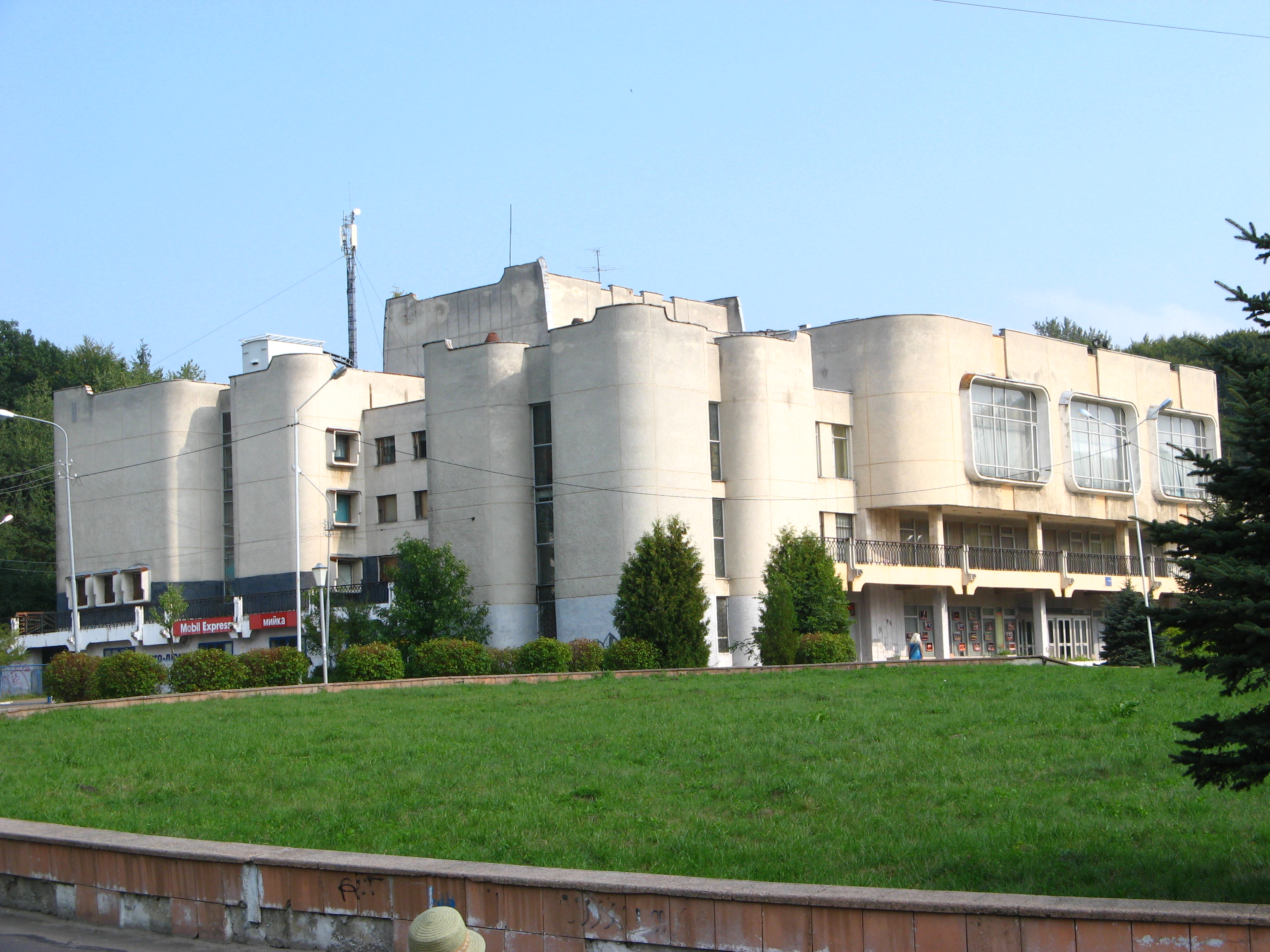
Центр творчості дітей та юнацтва Галичини
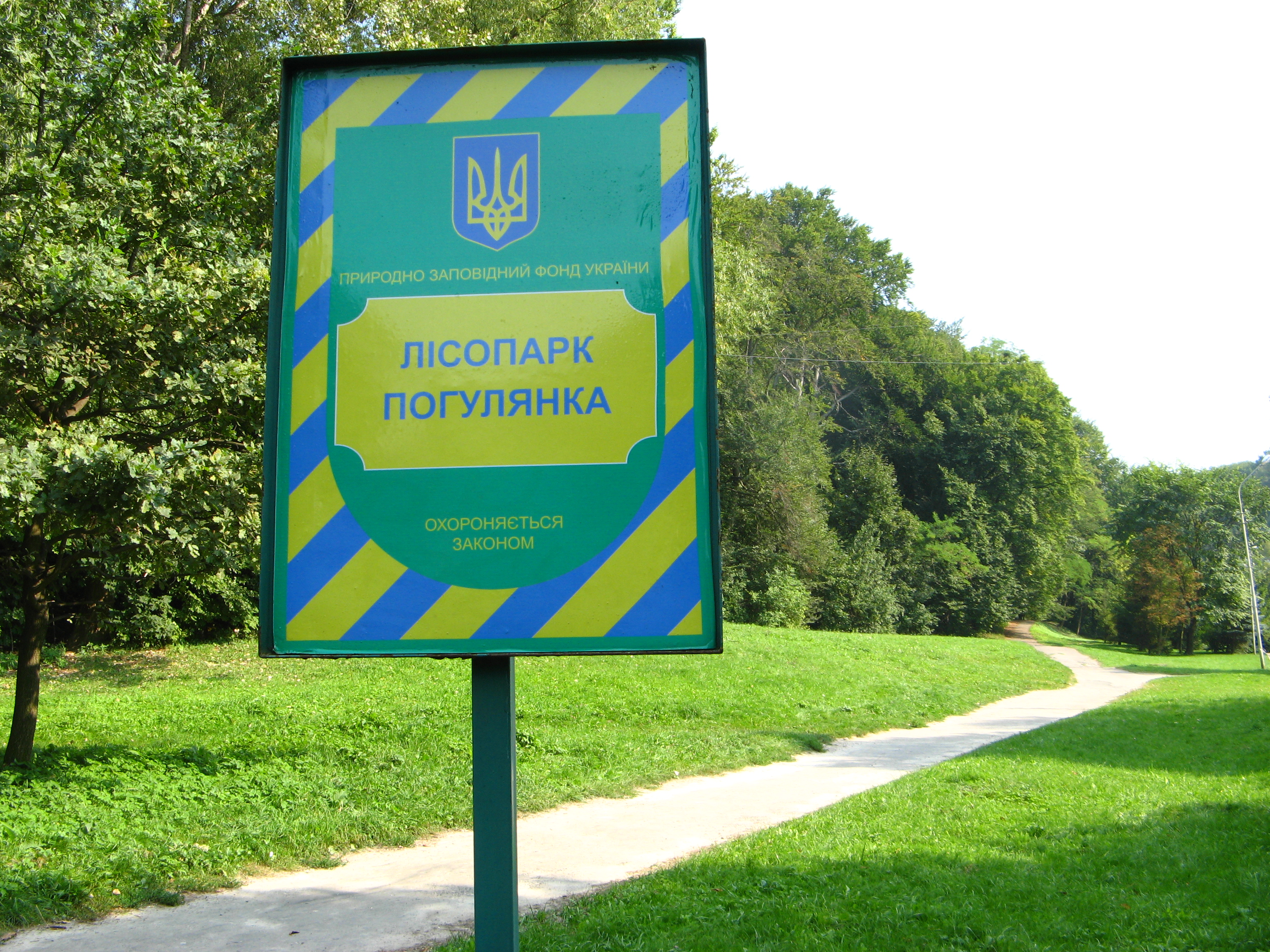
Лісопарк «Погулянка»
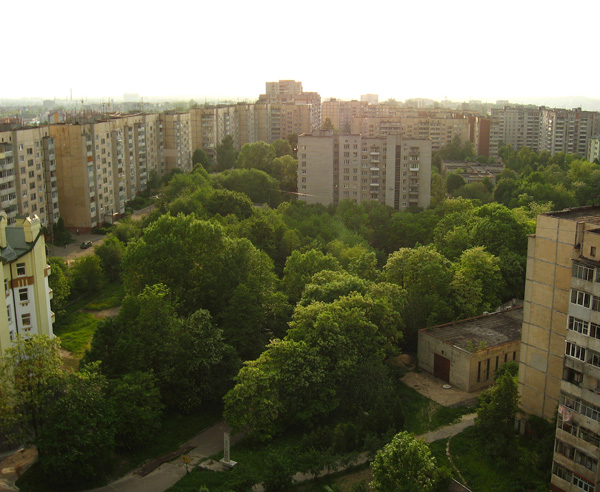
Південно-східна частина лісопарку «Погулянка»
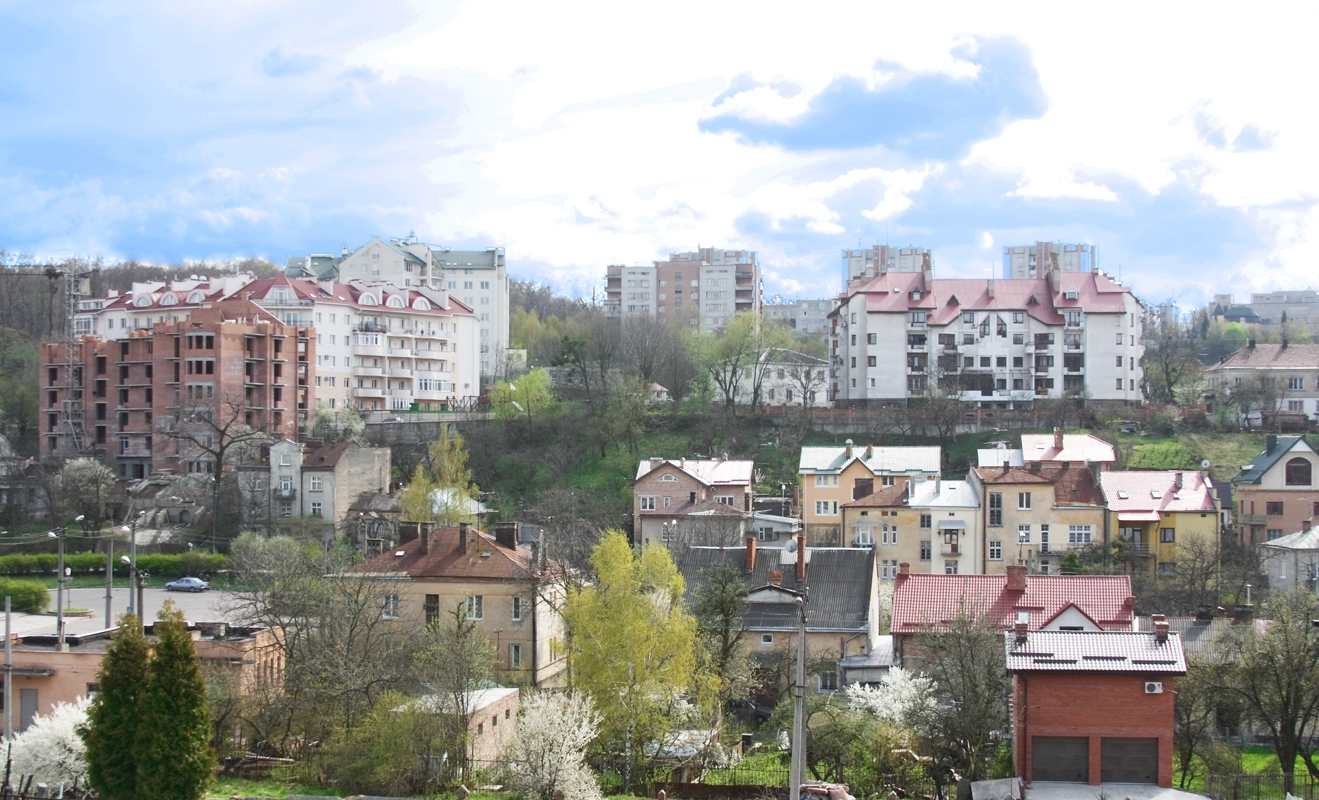
Панорама Погулянки (2008 р.)